# 사울리 니니스퇴
사울리 배이내뫼 니니스퇴(핀란드어: Sauli Väinämö Niinistö, 문화어: 싸울리 니이니스뙤, 1948년 8월 24일~)는 2012~2024년 재임한 12대 핀란드 대통령이다. 소속 정당은 국민연합당(KOK)이다.

## 경력
핀란드 남부 살로 출신이며 투르쿠 대학교를 졸업하였다. 살로에서 변호사 사무실을 개업한 이후에 1997년 살로 시의회 의원이 되어 정계 진입한다. 1987년 핀란드 의회 의원에 당선된다. 1994년 국민연합당 의장으로 선출되고 집행부에 들어간다. 1995년 파보 리포넨 내각의 법무부 장관으로 첫 입각한다. 이후 재무부 장관, 부총리 등을 거쳐 2006년 국민연합당(KOK)에서 대통령 선거에 입후보해 선전했다.
2007년에서 2011년까지 핀란드 의회 의장을 맡았으며 2009년에는 핀란드 축구 협회 회장을 역임했다. 2012년 대통령 선거에 다시 출마하여 2012년 2월 녹색당의 페카 하비스토 전(前) 환경부 장관을 결선 투표로 꺾고 대통령에 당선했다.

## 역대 선거 결과
| 선거명      | 직책명          | 대수 | 정당       | 1차 득표율 | 1차 득표수  | 2차 득표율 | 2차 득표수  | 결과 | 당락 |
| ----------- | --------------- | ---- | ---------- | ---------- | ----------- | ---------- | ----------- | ---- | ---- |
| 2006년 선거 | 핀란드의 대통령 | 11대 | 국민연합당 | 24.06%     | 725,866표   | 48.21%     | 1,518,333표 | 2위  | 낙선 |
| 2012년 선거 | 핀란드의 대통령 | 12대 | 국민연합당 | 36.96%     | 1,131,254표 | 62.59%     | 1,802,328표 | 1위  |      |
| 2018년 선거 | 핀란드의 대통령 | 12대 | 무소속     | 62.64%     | 1,875,342표 |            |             | 1위  |      |